# Емігсвілл (Пенсільванія)
Емігсвілл (англ. Emigsville) — переписна місцевість (CDP) в США, в окрузі Йорк штату Пенсільванія. Населення — 3563 особи (2020).

## Географія
Емігсвілл розташований за координатами 40°0′35″ пн. ш. 76°43′42″ зх. д. / 40.00972° пн. ш. 76.72833° зх. д. (40.009836, -76.728361).  За даними Бюро перепису населення США в 2010 році переписна місцевість мала площу 3,09 км², з яких 3,09 км² — суходіл та 0,00 км² — водойми.

## Демографія
Згідно з переписом 2010 року, у переписній місцевості мешкали 2672 особи в 1093 домогосподарствах у складі 769 родин. Густота населення становила 864 особи/км².  Було 1155 помешкань (373/км²).
Расовий склад населення:
| - 90,8 % — білих - 4,0 % — чорних або афроамериканців - 1,1 % — азіатів - 0,3 % — корінних американців - 1,5 % — осіб інших рас |

До двох чи більше рас належало 2,2 %. Частка іспаномовних становила 3,7 % від усіх жителів.
За віковим діапазоном населення розподілялося таким чином: 23,3 % — особи молодші 18 років, 59,0 % — особи у віці 18—64 років, 17,7 % — особи у віці 65 років та старші. Медіана віку мешканця становила 39,7 року. На 100 осіб жіночої статі у переписній місцевості припадало 88,7 чоловіків;  на 100 жінок у віці від 18 років та старших — 87,2 чоловіків також старших 18 років.
Середній дохід на одне домашнє господарство  становив 61 838 доларів США (медіана — 49 622), а середній дохід на одну сім'ю — 68 487 доларів (медіана — 60 114). За межею бідності перебувало 7,6 % осіб, у тому числі 7,0 % дітей у віці до 18 років та 4,7 % осіб у віці 65 років та старших.
Цивільне працевлаштоване населення становило 1492 особи. Основні галузі зайнятості: виробництво — 26,4 %, освіта, охорона здоров'я та соціальна допомога — 16,8 %, мистецтво, розваги та відпочинок — 11,4 %, транспорт — 11,1 %.